# Трестіоара (Кіліїле, Бузеу)
Трестіоара (рум. Trestioara) — село у повіті Бузеу в Румунії. Входить до складу комуни Кіліїле.
Село розташоване на відстані 116 км на північ від Бухареста, 37 км на північний захід від Бузеу, 114 км на захід від Галаца, 78 км на схід від Брашова.

## Населення
За даними перепису населення 2002 року у селі проживали 126 осіб, усі — румуни. Усі жителі села рідною мовою назвали румунську.